# Campionati del mondo di atletica leggera 2007 - Getto del peso maschile
La competizione si è svolta il 25 agosto 2007, con le qualificazioni nella sessione mattutina e la finale nella sessione serale.

## Podio
| Pos.    | Atleta       | Nazionalità | Misura  |
| ------- | ------------ | ----------- | ------- |
| Oro     | Reese Hoffa  | Stati Uniti | 22,04 m |
| Argento | Adam Nelson  | Stati Uniti | 21,61 m |
| Bronzo  | Rutger Smith | Paesi Bassi | 21,13 m |

## Situazione pre-gara

### Record
Prima di questa competizione, il record del mondo (WR) e il record dei campionati (CR) erano i seguenti.
| Record                | Prestazione | Atleta                   | Data                                           | Competizione              |
| --------------------- | ----------- | ------------------------ | ---------------------------------------------- | ------------------------- |
| Record mondiale       | 23,12 m     | Randy Barnes Stati Uniti | 20 maggio 1990 Westwood, Stati Uniti d'America |                           |
| Record dei campionati | 22,23 m     | Werner Günthör Svizzera  | 29 agosto 1987 Roma, Italia                    | Campionati del mondo 1987 |

### Campioni in carica
I campioni in carica, a livello mondiale e continentale, erano:
| Campionessa | Atleta                  | Prestazione | Data                              | Competizione                  |
| ----------- | ----------------------- | ----------- | --------------------------------- | ----------------------------- |
| Olimpico    | Jurij Bilonoh Ucraina   | 21,16 m     | 18 agosto 2004 Atene, Grecia      | Giochi della XXVIII Olimpiade |
| Mondiale    | Adam Nelson Stati Uniti | 21,73 m     | 6 agosto 2005 Helsinki, Finlandia | Campionati del mondo 2005     |
| Europeo     | Ralf Bartels Germania   | 21,13 m     | 7 agosto 2006 Göteborg, Svezia    | Campionati europei 2006       |

### La stagione

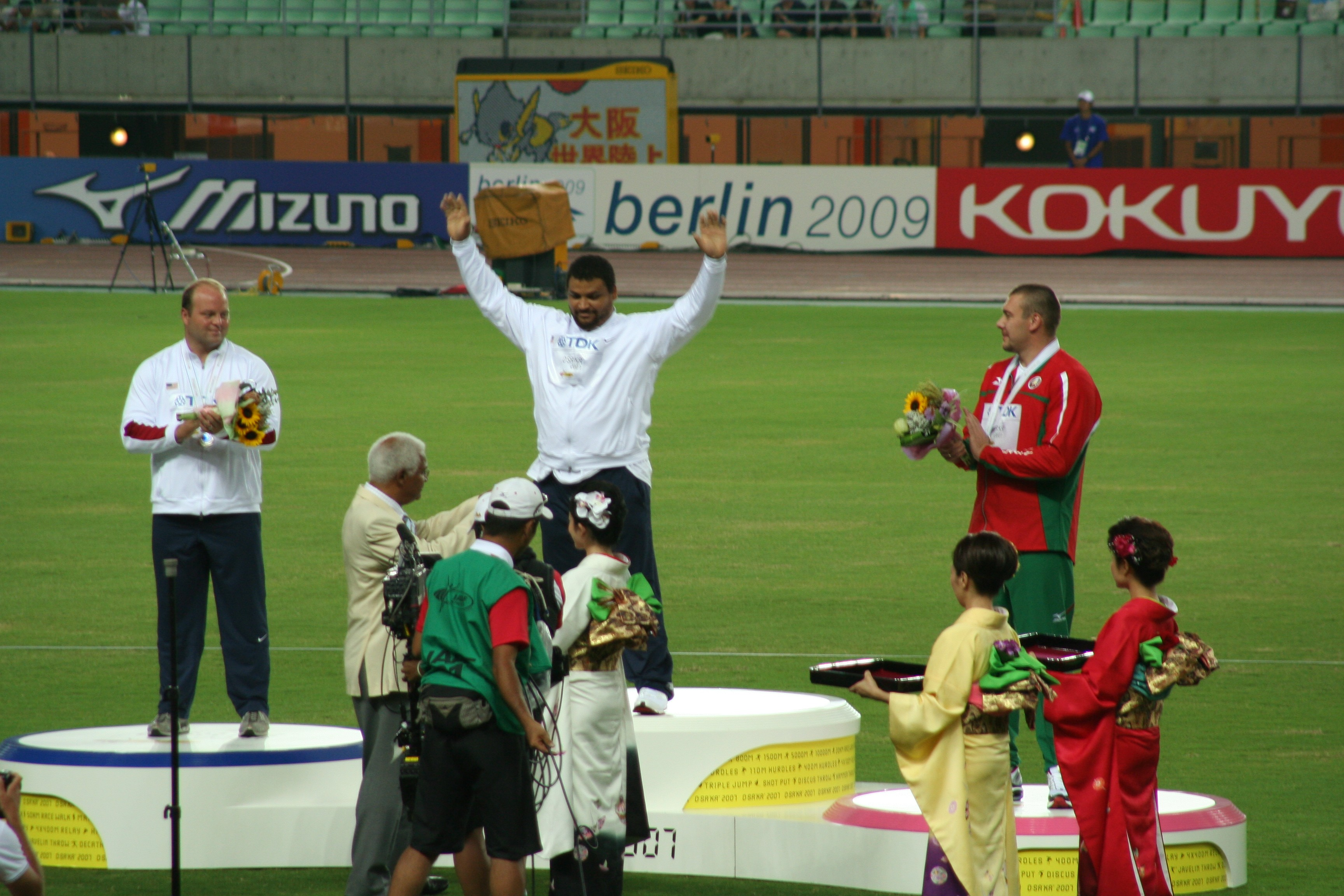
Il podio di getto del peso ai mondiali di Osaka (Adam Nelson, Reese Hoffa e Andrėj Michnevič)

Prima di questa gara, gli atleti con le migliori tre prestazioni dell'anno erano:
| Pos. | Atleta                         | Prestazione | Data                                         |
| ---- | ------------------------------ | ----------- | -------------------------------------------- |
| 1    | Reese Hoffa Stati Uniti        | 22,43 m     | 3 agosto 2007 Londra, Regno Unito            |
| 2    | Christian Cantwell Stati Uniti | 21,96 m     | 20 maggio 2007 Carson, Stati Uniti d'America |
| 3    | Joachim Olsen Danimarca        | 21,61 m     | 13 giugno 2007 Copenaghen, Danimarca         |

A breve distanza seguiva Adam Nelson, un altro pesista statunitense, con la misura di 21,47 m.

## Risultati
L'8 marzo 2013 viene data notizia della positività del pesista bielorusso Andrėj Michnevič a dei controlli antidoping postumi effettuati su campioni di urine prelevati 8 anni prima, ai mondiali di Helsinki 2005.
Trattandosi della seconda squalifica per doping di Michnevič, il 13 giugno 2013 l'organo disciplinare della IAAF ha deciso di squalificare a vita l'atleta annullando tutti i risultati successivi all'agosto 2005 compreso il risultato ottenuto ai mondiali di Osaka 2007.
In seguito a questa decisione la medaglia di bronzo viene assegnata a Rutger Smith che in quest'occasione si era classificato quarto con un lancio a 21,13 metri.

### Qualificazioni
La qualificazione si è svolta a partire dalle 10:00 del 25 agosto 2007.
Si qualificano per la finale i concorrenti che ottengono una misura di almeno 20,20 m; in mancanza di 12 qualificati, accedono alla finale i primi 12 atleti della qualificazione.
| Pos. | Gruppo | Atleta                       | Nazionalità          | 1ª prova | 2ª prova | 3ª prova | Misura  | Note |
| ---- | ------ | ---------------------------- | -------------------- | -------- | -------- | -------- | ------- | ---- |
| 1    | B      | Rutger Smith                 | Paesi Bassi          | 21,04 m  |          |          | 21,04 m | Q    |
| 2    | B      | Reese Hoffa                  | Stati Uniti          | 20,89 m  |          |          | 20,89 m | Q    |
| 3    | A      | Adam Nelson                  | Stati Uniti          | x        | 20,81 m  |          | 20,81 m | Q    |
| 4    | A      | Joachim Olsen                | Danimarca            | 20,62 m  |          |          | 20,62 m | Q    |
| 5    | B      | Ralf Bartels                 | Germania             | 19,91 m  | 20,33 m  |          | 20,33 m | Q    |
| 6    | A      | Juryj Bjaloŭ                 | Bielorussia          | x        | 20,26 m  |          | 20,26 m | Q    |
| 7    | A      | Tomasz Majewski              | Polonia              | x        | 20,25 m  |          | 20,25 m | Q    |
| 8    | B      | Dylan Armstrong              | Canada               | 18,62 m  | 20,07 m  | 19,65 m  | 20,07 m | q    |
| 9    | A      | Dorian Scott                 | Giamaica             | 19,90 m  | 20,01 m  | 19,87 m  | 20,01 m | q    |
| 10   | B      | Miroslav Vodovnik            | Slovenia             | 19,57 m  | 19,97 m  | 19,11 m  | 19,97 m | q    |
| 11   | B      | Pavel Sof'in                 | Russia               | 19,43 m  | 19,92 m  | 19,68 m  | 19,92 m | q    |
| 12   | A      | Anton Ljuboslavskij          | Russia               | x        | 19,74 m  | 19,91 m  | 19,91 m |      |
| 13   | B      | Scott Martin                 | Australia            | 19,71 m  | 19,81 m  | x        | 19,81 m |      |
| 14   | B      | Mikuláš Konopka              | Slovacchia           | 18,78 m  | x        | 19,63 m  | 19,63 m |      |
| 15   | A      | Yves Niaré                   | Francia              | 19,24 m  | 19,62 m  | 19,53 m  | 19,62 m |      |
| 16   | A      | Milan Haborák                | Slovacchia           | 19,50 m  | 19,55 m  | x        | 19,55 m |      |
| 17   | A      | Mika Vasara                  | Finlandia            | 19,40 m  | 18,91 m  | 19,55 m  | 19,55 m |      |
| 18   | B      | Petr Stehlík                 | Rep. Ceca            | 19,25 m  | x        | 19,51 m  | 19,51 m |      |
| 19   | A      | Pavel Lyžyn                  | Bielorussia          | x        | x        | 19,45 m  | 19,45 m |      |
| 20   | A      | Navpreet Singh               | India                | 19,00 m  | 19,34 m  | 19,35 m  | 19,35 m |      |
| 21   | B      | Robert Häggblom              | Finlandia            | x        | 19,29 m  | x        | 19,29 m |      |
| 22   | A      | Sultan Abdulmajeed Alhabashi | Arabia Saudita       | 19,20 m  | x        | x        | 19,20 m |      |
| 23   | A      | Germán Lauro                 | Argentina            | 19,19 m  | x        | 18,67 m  | 19,19 m |      |
| 24   | B      | Māris Urtāns                 | Lettonia             | x        | x        | 19,17 m  | 19,17 m |      |
| 25   | B      | Khalid Habash Al-Suwaidi     | Qatar                | 19,09 m  | 18,80 m  | 18,75 m  | 19,09 m |      |
| 26   | B      | Nedžad Mulabegović           | Croazia              | 18,69 m  | x        | x        | 18,69 m |      |
| 27   | A      | Marco Antonio Verni          | Cile                 | x        | x        | 18,68 m  | 18,68 m |      |
| 28   | A      | Noah Bryant                  | Stati Uniti          | x        | 18,58 m  | x        | 18,58 m |      |
| 29   | B      | Milan Jotanovic              | Serbia               | 18,57 m  | x        | x        | 18,57 m |      |
| 30   | B      | Chang Ming-Huang             | Taipei cinese        | 18,53 m  | 18,08 m  | 18,48 m  | 18,53 m |      |
| 31   | A      | Antonín Žalský               | Rep. Ceca            | 18,41 m  | 18,50 m  | x        | 18,50 m |      |
| 32   | A      | Ivan Emilianov               | Moldavia             | 18,15 m  | 17,70 m  | 18,47 m  | 18,47 m |      |
| 33   | B      | Daniel Taylor                | Stati Uniti          | x        | x        | 18,45 m  | 18,45 m |      |
| 34   | B      | Satoshi Hatase               | Giappone             | 17,30 m  | 17,71 m  | 17,42 m  | 17,71 m |      |
| 35   | B      | Lajos Kürthy                 | Ungheria             | 17,56 m  | 17,43 m  | x        | 17,56 m |      |
| -    | A      | Hamza Alić                   | Bosnia ed Erzegovina | x        | x        | x        | NM      |      |
| -    | B      | Manuel Martínez              | Spagna               | x        | x        | x        | NM      |      |
| -    | A      | Peter Sack                   | Germania             | x        | x        | x        | NM      |      |
| dq   | B      | Andrėj Michnevič             | Bielorussia          | 20,23 m  |          |          | 20,23 m | Q    |
| -    | A      | Dragan Perić                 | Serbia               | /        | /        | /        | DNS     |      |

### Finale
La finale si è svolta a partire dalle 20:40 del 25 agosto 2007 ed è terminata dopo un'ora circa.
| Pos.    | Atleta            | Nazionalità | 1ª prova | 2ª prova | 3ª prova | 4ª prova | 5ª prova | 6ª prova | Misura  | Note                                     |
| ------- | ----------------- | ----------- | -------- | -------- | -------- | -------- | -------- | -------- | ------- | ---------------------------------------- |
| Oro     | Reese Hoffa       | Stati Uniti | 21,81 m  | 21,64 m  | 22,04 m  | x        | 21,92 m  | 21,58 m  | 22,04 m |                                          |
| Argento | Adam Nelson       | Stati Uniti | 21,47 m  | 21,61 m  | x        | x        | x        | x        | 21,61 m | Miglior prestazione personale stagionale |
| Bronzo  | Rutger Smith      | Paesi Bassi | 20,90 m  | 21,13 m  | 20,90 m  | x        | x        | x        | 21,13 m |                                          |
| 4       | Tomasz Majewski   | Polonia     | 20,35 m  | x        | 20,37 m  | 20,41 m  | 20,07 m  | 20,87 m  | 20,87 m | Miglior prestazione personale            |
| 5       | Miroslav Vodovnik | Slovenia    | 19,85 m  | 20,42 m  | x        | 20,67 m  | 20,25 m  | x        | 20,67 m | Miglior prestazione personale stagionale |
| 6       | Ralf Bartels      | Germania    | 20,02 m  | 20,34 m  | x        | 20,40 m  | 20,45 m  | 20,09 m  | 20,45 m |                                          |
| 7       | Juryj Bjaloŭ      | Bielorussia | 20,34 m  | x        | x        | x        | x        | 20,34 m  | 20,34 m |                                          |
| 8       | Dylan Armstrong   | Canada      | 20,22 m  | 20,23 m  | 19,94 m  |          |          |          | 20,23 m |                                          |
| 9       | Pavel Sof'in      | Russia      | 19,62 m  | x        | x        |          |          |          | 19,62 m |                                          |
| 10      | Joachim Olsen     | Danimarca   | x        | x        | x        |          |          |          | NM      |                                          |
| 11      | Dorian Scott      | Giamaica    | x        | x        | x        |          |          |          | NM      |                                          |
| dq      | Andrėj Michnevič  | Bielorussia | 19,97 m  | 21,27 m  | 20,88 m  | 20,75 m  | 20,61 m  | x        | 21,27 m | Miglior prestazione personale stagionale |